# Movimento Nacional Libanês
O Movimento Nacional Libanês (MNL) (em árabe:  الحركة الوطنية اللبنانية, Al-Harakat al-Wataniyya al-Lubnaniyya, em francês:  Mouvement National Libanais) foi uma frente de partidos e organizações de esquerda, pan-arabistas e nacionalistas sírias ativa durante os primeiros anos da Guerra Civil no Líbano, que apoiou a Organização para a Libertação da Palestina (OLP). Era dirigida por Kamal Jumblatt, um importante líder druso do Partido Socialista Progressista (PSP). O vice-presidente foi Inaam Raad, líder do Partido Social Nacionalista Sírio e Assem Qanso do Partido Social Árabe Baath Libanês, pró-Síria. O secretário geral do MNL era Mohsen Ibrahim, líder da Organização de Ação Comunista no Líbano.
O MNL foi uma das duas principais forças durante a primeira fase de combates na Guerra Civil Libanesa, sendo a outra as milícias da Frente Libanesa, principalmente cristãs, que compreendiam as Falanges Libanesas, o Partido Nacional Liberal e outros; bem como partes do governo central dominado pelos maronitas.